# DN56A
De DN56A (Drum Național 56A of Nationale weg 56A) is een weg in Roemenië. Hij loopt van Maglavit via Vânju Mare naar Șimian bij Drobeta-Turnu Severin. De weg is 79 kilometer lang.